# Concentrazione Antifascista Italiana

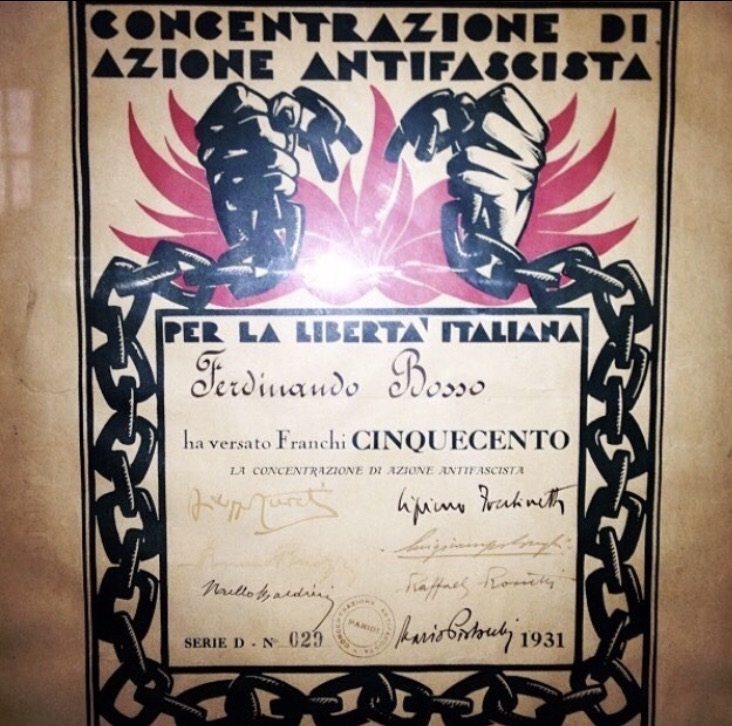
Certificat de don à la Concentrazione Antifascista Italiana.

La Concentrazione Antifascista Italiana (CAI; Concentration anti-fasciste italienne) était une organisation de résistance et de lutte contre les groupes fascistes qui a existé entre 1927 et 1934.

## Histoire
Fondée en Nérac, en France, par des expatriés italiens à l'initiative d'Alceste De Ambris et Luigi Campolonghi, la CAI est une alliance de forces non-communistes et anti-fascistes (républicains, socialistes, nationalistes) dont le but était de promouvoir et de coordonner les expatriés dans des actions de lutte contre le fascisme en Italie. L'organisation a publié un journal de propagande intitulé La Libertà. Le Parti populaire italien (PPI) et le Parti communiste d'Italie ont refusé de prendre part à l'organisation.
Beaucoup d'éléments socialistes de la CAI ont rejoint le parti Giustizia e Libertà, et ensuite le Parti d'Azione.